# Steganomima
Steganomima is een geslacht van vlinders van de familie spanners (Geometridae), uit de onderfamilie Ennominae.

## Soorten
- S. delphinensis Viette, 1979
- S. laurentensis Viette, 1979
- S. polymorpha Herbulot, 1972
- S. sobrina Herbulot, 1993